# コロンビア・ファイヤーフライズ
コロンビア・ファイヤーフライズ（英語: Columbia Fireflies）は、アメリカ合衆国サウスカロライナ州コロンビアに本拠地をおくマイナーリーグのプロ野球チーム。MLBのカンザスシティ・ロイヤルズ傘下A-級チームで、カロライナ・リーグ南地区に所属している。本拠地球場はセグラ・パーク。

## 歴史
1984年、ジョージア州サバンナにサバンナ・カージナルスの名で創設された。1993年と1994年にはリーグを連覇している。1996年にはサバンナ・サンドナッツにチーム名が変更され、提携球団もロサンゼルス・ドジャースになった。ニックネームの「サンドナッツ」とは砂ブユのことである。その後は提携球団がテキサス・レンジャーズ、モントリオール・エクスポズ（2005年からはワシントン・ナショナルズ）、ニューヨーク・メッツと変わった。
2016年にはフランチャイズがサウスカロライナ州コロンビアへ移転し、チーム名もコロンビア・ファイヤーフライズに変更された。
2020年オフのマイナーリーグの組織再編により、A-級ロウAイースト所属のカンザスシティ・ロイヤルズ傘下球団として、翌2021年から活動していくことになった。

## 過去の主な所属選手

### サバンナ・カージナルス時代
- マイク・ハートリー
- ジョン・メイブリー
- ダグ・クリーク
- ブライアン・エバースガード
- リゴ・ベルトラン
- ジョー・マクユーイング
- イーライ・マレーロ

### サバンナ・サンドナッツ時代
- エイドリアン・ベルトレ
- エリック・ガニエ
- ペドロ・フェリシアーノ
- ジェイソン・グラボースキー
- トラビス・ハフナー
- カルロス・ペーニャ
- ホアキン・ベノワ
- ハンク・ブレイロック
- ケビン・メンチ
- トラビス・ヒューズ
- ジェイソン・ボッツ
- エドウィン・エンカーナシオン
- レインス・ニックス
- C.J.ウィルソン
- ジェイソン・ブルジョワ
- ニック・マセット
- トニー・マウンス
- ロジャー・バーナディーナ
- ダレル・ラズナー
- ジョシュ・ホワイトセル
- アーマンド・ガララーガ
- ライアン・ジマーマン
- コリン・バレスター
- ジム・ヘンダーソン
- フアン・ラガーレス
- フランシスコ・ペーニャ
- ジョシュ・トーリー
- ジョシュ・スティンソン
- ウィルマー・フローレス
- マイケル・クレト
- ライナー・クルーズ
- ジュニオール・ゲラ
- ジョン・ホルツコム
- エリック・キャンベル
- ジェフリー・マルテ
- ジョシュ・サティン
- ジョーダニー・バルデスピン
- ジェウリス・ファミリア
- クリス・シュウィンデン
- マット・デン・デッカー
- シーザー・プエロ
- アデルリン・ロドリゲス
- ウィルフレド・トーバー
- ジョシュ・エジン
- ゴンザレス・ヘルメン
- コリン・マクヒュー
- ダレル・セシリアーニ
- エリック・ゴーデル
- アダム・コラレック
- マット・レイノルズ (内野手)
- T.J.リベラ
- チェイスン・ブラッドフォード
- ジェイコブ・デグロム
- マイケル・フルマー
- ジョン・ガント
- クレイグ・ハンセン
- ラファエル・モンテロ
- ローガン・ベレット
- ディルソン・ヘレーラ
- ブランドン・ニモ
- ケビン・プラウェッキー
- マット・ボウマン
- ルイス・セッサ
- ロバート・グセルマン
- マット・クック
- セス・ルーゴ
- スティーブン・マッツ
- ティム・ピーターソン
- ポール・シーウォルド
- ガブリエル・イノア
- ルイス・ギヨーム
- ジェフ・マクニール
- アーメッド・ロザリオ
- ドミニク・スミス
- ダリオ・アルバレス
- クリス・フレクセン
- アキール・モリス
- ロブ・ウェイレン
- トーマス・ニード
- コーリー・オズワルト
- ジョシュ・スモーカー
- ブラッド・ウィック

### コロンビア・ファイヤーフライズ時代
- タイラー・バシュラー
- P.J.コンロン
- アンドレス・ジメネス
- ティム・ティーボウ
- メランディ・ゴンザレス
- アンソニー・ケイ
- デビッド・ピーターソン